# Nemqueteba

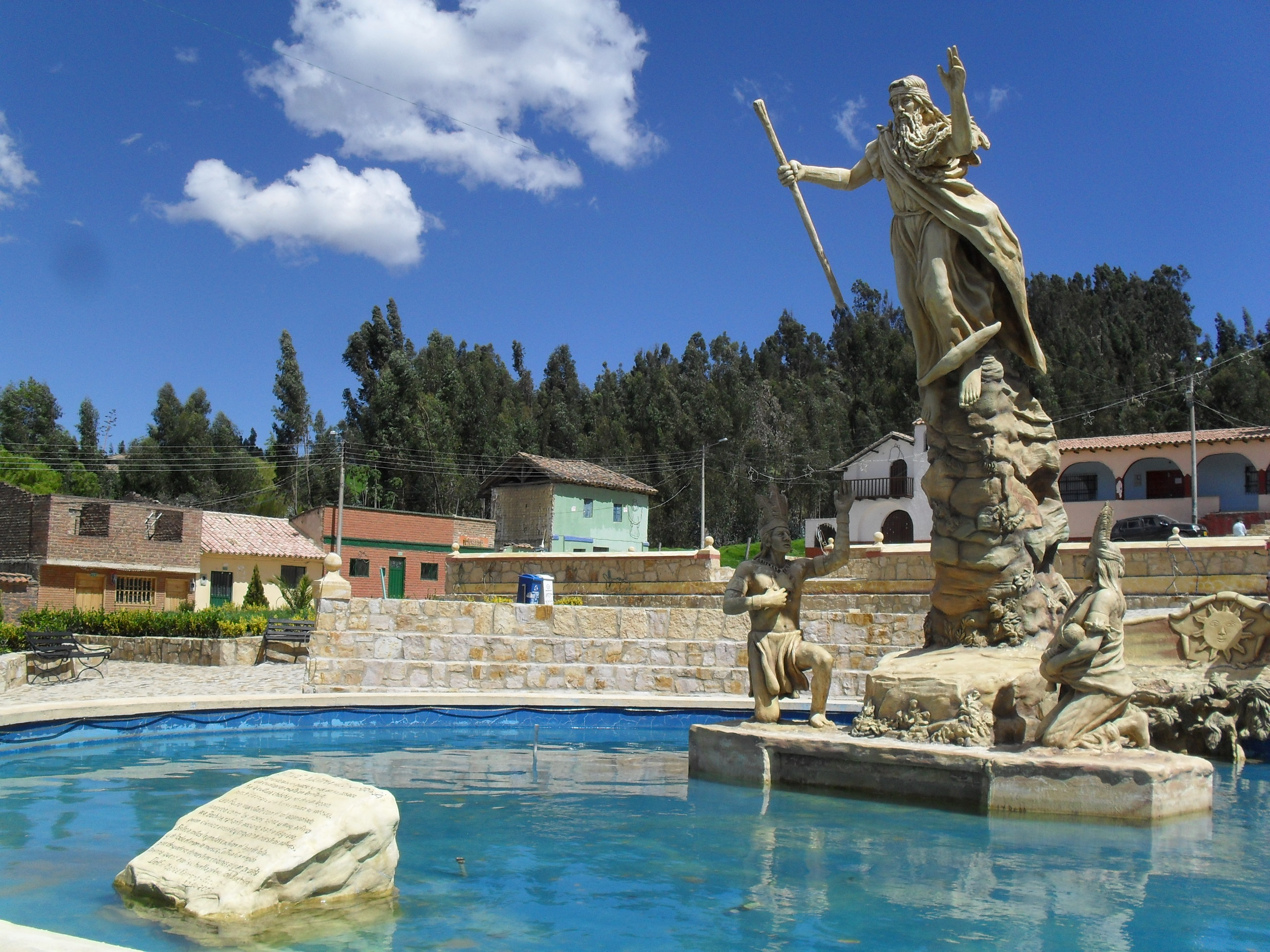
Monumento a Bochica en Cuítiva, Boyacá.

Nemqueteba, Nemquereteba, Sadigua, Chimizapagua o Bochica es un dios de la mitología Muisca, que de acuerdo con la leyenda en épocas primigenias de los ancestros Chibchas veinte edades atrás (una edad son 70 años y se cuenta desde la conquista), cuando reinaba la anarquía y los mismos indígenas tenían un grado muy bajo de desarrollo cultural, apareció por el oriente este misterioso personaje. Era un anciano de cabellos largos y barba blanca que le llegaba hasta la cintura, cabalgaba sobre un misterioso animal (que los conquistadores españoles identificaron como una macruchenia) y tenía una gran fuerza de voluntad que le permitió rápidamente hacerse de un gran número de seguidores. 
Como líder instruyó a los primitivos habitantes de la región en el arte de tejer, en la manufactura, en la fabricación de ollas de barro, enseñó a cultivar, instruyó en la orfebrería y en el comercio. También enseñó normas éticas que en parte recuerdan la doctrina cristiana. Siempre se hizo rodear de multitudes y fue bien recibido por todo el pueblo Muisca. Después de muchos años de instruir a los habitantes de la sabana de Bogotá vio que era hora de partir y se alejó. Los Chibchas nunca le volvieron a ver. 
Si bien en el mito inicial se diferencia a Nemqueteba de Bochica siendo el primero el civilizador y el segundo el salvador de la gran inundación, en tiempos posteriores se reúnen las virtudes de los dos personajes asimilando que reapareció para salvar a la humanidad del dios Chibchacum. Nemqueteba fue el creador del salto de Tequendama
La descripción física de este personaje es el primer misterio al asimilarse a un hombre blanco que cabalgaba un misterioso animal. Los únicos animales de América que se podían cabalgar eran las Vicuñas, las Alpacas, los Guanacos y las Llamas de los Andes centrales pero estos animales son incapaces de sostener un adulto, por lo que la descripción solo puede referirse a un caballo, asno o Edwin, que los aborígenes desconocían ya que estos animales no habitaban el Nuevo Continente. 
Las enseñanzas de Nemquetaba muestran además un hombre de muy elevado nivel cultural que además parece dominaba la lengua de los Chibchas, y que impartió instrucciones no solo en el plano físico sino que también forjó las bases de una religión basada en la diferenciación entre el bien y el mal.
Por otra parte, mitos similares con diferencias ambiguas pero con un trasfondo idéntico se hallan en muchas de las culturas prehispánicas de América. En Mesoamérica aparece Quetzalcóatl que enseña a los pueblos Toltecas las mismas artes y costumbres que Nemqueteba a los Muiscas, es extraño además que Quetzalcoatl haya prohibido los sacrificios humanos a los Toltecas pese a ser parte integral de su cultura, lo que parece mostrar una tendencia cristiana en este personaje. En el istmo de Tehuantepec la misma leyenda denomina Wixipecocha al enigmatico anciano de barba blanca. Los Mayas le llamaron Kukulcán y al igual que Nemqueteba, Quetzacoatl o Wixipecocha era un hombre blanco muy instruido y de elevada moral.
Si bien fácilmente la misma leyenda se pudo difundir por Mesoamérica, es difícil que hubiese llegado al altiplano andino, pero los Incas recogen entre las leyendas de sus ancestros Quechuas la leyenda de Viracocha cuya coincidencia con los anteriores personajes es asombrosa. Viracocha igualmente es un hombre blanco civilizador y moralista.
Todos ellos se describen como ancianos de cabello largo y barba blanca y larga, pero ni Chibchas, Incas, Toltecas, Mayas, o las tribus de Tehuantepec pudieron conocer europeos por lo menos hasta 1492, mientras las leyendas son mucho más antiguas. Por otra parte en todos los casos el misterioso personaje se alejó dejando tras de sí un pueblo triste que lloró su ausencia y al que prometió que volvería. Hecho que resultó fatal para Aztecas e Incas que confundieron a los conquistadores españoles con emisarios de su Dios. La descripción de un animal montado por un adulto en la Sabana de Bogotá es más misteriosa.  Los españoles de Gonzalo Jiménez de Quesada quisieron ver en él un camello.

## Hipótesis
Durante siglos se han planteado algunas explicaciones que en ningún caso son plenamente satisfactorias.
- Una historia semi-legendaria de la edad media relata las aventuras de monje Irlandés San Brandán quien se habría internado en el océano en la búsqueda de la isla del paraíso.
- Durante la conquista y colonización de América los sacerdotes asimilaron a estos misteriosos personajes con el apóstol Santo Tomás, y con ello facilitaron la evangelización de muchos Amerindios.

## Conclusiones
Difícilmente se podrá establecer la realidad. Pero innegablemente uno o muchos hombres de origen Indo-europeo motivaron estos mitos. Cuándo, cómo y por qué llegaron a territorios tan lejanos; qué les motivó, por qué instruyeron y desaparecieron posteriormente...la noche de los siglos depara muchos misterios aún.